# یواس‌اس سواترا (۱۸۷۳)
یواس‌اس سواترا (۱۸۷۳) (به انگلیسی: USS Swatara (1873)) یک کشتی بود که طول آن ۲۱۶ فوت (۶۶ متر) بود. این کشتی در سال ۱۸۷۳ ساخته شد.